# Tamás Cseri
Tamás Cseri (Győr, 15 gennaio 1988) è un calciatore ungherese, centrocampista del Mezőkövesd-Zsóry e della nazionale ungherese.

## Statistiche

### Cronologia presenze e reti in nazionale
| Cronologia completa delle presenze e delle reti in nazionale ― Ungheria | Cronologia completa delle presenze e delle reti in nazionale ― Ungheria | Cronologia completa delle presenze e delle reti in nazionale ― Ungheria | Cronologia completa delle presenze e delle reti in nazionale ― Ungheria | Cronologia completa delle presenze e delle reti in nazionale ― Ungheria | Cronologia completa delle presenze e delle reti in nazionale ― Ungheria | Cronologia completa delle presenze e delle reti in nazionale ― Ungheria | Cronologia completa delle presenze e delle reti in nazionale ― Ungheria |
| Data                                                                    | Città                                                                   | In casa                                                                 | Risultato                                                               | Ospiti                                                                  | Competizione                                                            | Reti                                                                    | Note                                                                    |
| ----------------------------------------------------------------------- | ----------------------------------------------------------------------- | ----------------------------------------------------------------------- | ----------------------------------------------------------------------- | ----------------------------------------------------------------------- | ----------------------------------------------------------------------- | ----------------------------------------------------------------------- | ----------------------------------------------------------------------- |
| 6-9-2020                                                                | Budapest                                                                | Ungheria                                                                | 2 – 3                                                                   | Russia                                                                  | UEFA Nations League 2020-2021 - 1º turno                                | -                                                                       | 82’                                                                     |
| 18-11-2020                                                              | Budapest                                                                | Ungheria                                                                | 2 – 0                                                                   | Turchia                                                                 | UEFA Nations League 2020-2021 - 1º turno                                | -                                                                       | 46’ 54’                                                                 |
| 28-3-2021                                                               | Serravalle                                                              | San Marino                                                              | 0 – 3                                                                   | Ungheria                                                                | Qual. Mondiali 2022                                                     | -                                                                       | 30’ 46’                                                                 |
| 19-6-2021                                                               | Budapest                                                                | Ungheria                                                                | 1 – 1                                                                   | Francia                                                                 | Euro 2020 - 1º turno                                                    | -                                                                       | 75’                                                                     |
| Totale                                                                  |                                                                         | Presenze                                                                | 4                                                                       |                                                                         | Reti                                                                    | 0                                                                       |                                                                         |